# Chimborazo
 Ovo je glavno značenje pojma Chimborazo. Za pokrajinu u Ekvadoru pogledajte Chimborazo (pokrajina).
Planina Chimborazo je najviša planina u Ekvadoru, visoka 6.267 m, dio Anda. Prema nekim geografima, Chimborazo je najviši vrh na svijetu (ako se glede udaljenost od središta Zemlje, a ne nadmorska visina). To je zbog toga što Zemlja nije pravilna kugla, nego je spljoštena na polovima, a ispupčena na ekvatoru. Zbog tog ispupčenja (koje je oko 20 km) je vrh Chimborazo koji se nalazi gotovo na ekvatoru udaljeniji od središta Zemlje nego Mt. Everest. I ostali visoki vrhovi koji su blizu ekvatoru su prema tome viši od Mt. Everesta.

## Vanjske poveznice
- Ekvador